# Popularism
Popularismul este o doctrină politică, parte a Creștin democrației. A fost concepută de Luigi Sturzo și a fost baza ideologică a Partidului Popular Italian. 
Partidul Popular Democrat din Franța format în 1924 a fost inspirat ideologic de popularismul Sturzo și al Partidului său Popular Italian.
În democrația creștină, utilizarea numelui Partidului Popular este larg răspândită, astfel încât creștin-democrații europeni au decis să numească Partidul Popular European partidul lor în 1976. "Popular" sau "al poporului" în acest context constă în două sensuri. Prima este ideea că partidele creștine democratice ar trebui să încerce să lucreze la o politică care este în favoarea tuturor membrilor societății, spre deosebire de partidele care promovează binele unui anumit grup (adică a clasei). Al doilea se referă la o societate în care oamenii trăiesc într-un fel de armonie și unde oamenii și grupurile sunt interesate și îngrijesc unul de celălalt.